# Lasiopogon
Lasiopogon is een vliegengeslacht uit de familie van de roofvliegen (Asilidae).

## Soorten
- L. actius Melander, 1923
- L. akaishii Hradský, 1981
- L. albidus Cole & Wilcox, 1938
- L. aldrichii Melander, 1923
- L. apache Cannings, 2002
- L. apenninus Bezzi, 1921
- L. appalachensis Cannings, 2002
- L. arenicola (Osten-Sacken, 1877)
- L. aridus Cole and Wilcox, 1938
- L. atripennis Cole and Wilcox, 1938
- L. avetianae Richter, 1962
- L. bellardii Jaennicke, 1867
- L. bezzii Engel, 1929
- L. bivittatus Loew, 1866
- L. californicus Cole & Wilcox, 1938
- L. canus Cole & Wilcox, 1938
- L. carolinensis Cole and Wilcox, 1938
- L. cinctus

Vroege zandroofvlieg (Fabricius, 1781)
- L. cinereus Cole in Cole & Lovett, 1919
- L. coconino Cannings, 2002
- L. currani Cole and Wilcox, 1938
- L. curranis Cole & Wilcox, 1938
- L. chaetosus Cole & Wilcox, 1938
- L. chrysotus Cannings, 2002
- L. delicatulus Melander, 1923
- L. dimicki Cole & Wilcox, 1938
- L. drabicola Cole, 1916
- L. eichingeri Hradský, 1981
- L. flammeus Cannings, 2002
- L. fourcatensis Timon-David, 1950
- L. fumipennis Melander, 1923
- L. gabrieli Cole & Wilcox, 1938
- L. gracilipes Bezzi, 1921
- L. hasanicus Lehr, 1984
- L. hinei Cole & Wilcox, 1938
- L. hirtellus (Meigen, 1820)
- L. immaculatus Strobl, 1893
- L. kjachtensis Lehr, 1984
- L. lavignei Cannings, 2002
- L. lehri Cannings, 2002
- L. leleji Cannings, 2002
- L. littoris Cole, 1924
- L. macquarti (Perris, 1852)
- L. marshalli Cannings, 2002
- L. martinensis Cole and Wilcox, 1938

- L. martinorum Cole & Wilcox, 1938
- L. montanus Schiner, 1862
- L. monticola Melander, 1923
- L. nanus Oldenberg, 1924
- L. novus Lehr, 1984
- L. oklahomensis Cole & Wilcox, 1938
- L. opaculus Loew, 1874
- L. pacificus Cole & Wilcox, 1938
- L. peusi Hradský, 1982
- L. phaeothysanotus Cannings, 2002
- L. piestolophus Cannings, 2002
- L. pilosellus Loew, 1847
- L. polensis Lavigne, 1969
- L. prima Adisoemarto, 1967
- L. primus Adisoemarto, 1967
- L. pugeti Cole & Wilcox, 1938
- L. qinghaiensis Cannings, 2002
- L. quadrivittatus Jones, 1907
- L. ripicola Melander, 1923
- L. rokuroi Hradský, 1981
- L. schizopygus Cannings, 2002
- L. septentrionalis Lehr, 1984
- L. shermani Cole and Wilcox, 1938
- L. shermanni Cole & Wilcox, 1938
- L. slossonae Cole & Wilcox, 1938
- L. soffneri Hradský & Moucha, 1964
- L. solox Enderlein, 1914
- L. tarsalis Loew, 1847
- L. terneicus Lehr, 1984
- L. terricola (Johnson, 1900)
- L. testaceus Cole & Wilcox, 1938
- L. tetragrammus Loew, 1874
- L. trivittatus Melander, 1923
- L. tuvinus Richter, 1977
- L. willametti Cole & Wilcox, 1938
- L. woodorum Cannings, 2002
- L. yukonensis Cole & Wilcox, 1938
- L. zaitzevi Lehr, 1984
- L. zonatus Cole & Wilcox, 1938